# Боинг 2707
Боинг 2707 (енгл. Boeing 2707) је био пројекат широкотрупног путничког суперсоничног авиона. 
Током 1960-их у Совјетском Савезу, Француској и Уједињеном Краљевству се радило на изградљи путничких суперсоничних авиона Тупољев Ту-144 и Конкорд. Како у САД у то време није постојао одговарајући пројекат влада те државе је расписала конкурс за произвођача који би био у стању да направи такав авион. Међутим, за разлику од поменутих пројеката у Европи влада САД је тражила да тај суперсонични авион буде знатно већи, да може да прими најмање 250 путника, да буде бржи (од 2,7 до 3 маха) и да буде широкотрупни.
На конкурс су се јавиле две фабрике, Локид са својим Л-2000 и Боинг са својим Моделом 733 који је у јавности далеко познатији као 2707 иако то име сам Боинг никада није званично користио. 
У односу на Л-2000 чији је дизајн био далеко конвенционалнији, Модел 733 је био замишљен знатно амбициозније. Карактерише га тзв. свинг-винг (swing-wing) технологија, могућност да током лета промени облик крила из конвенциоанлних (за време субсоничног лета) у делта (за време суперсоничног) што би омогућило боље перформансе при мањим брзинама. Такође је предложено да се нос авиона савија на два места како би се омогућила боља видљивост пилотима приликом слетања и полетања.
31. децембра 1966. Боинг је програшен за победника конкурса и дата су му финансијска средства како би пројекат спровео у дело. Планирано је да први лет буде 1970. године. 
Међутим, Боинг је наишао на велике проблеме, пре свега са свинг-винг механизмом који се показао изузетно компликованим и тешким. У октобру 1968. Боинг напушта ту идеју и окреће се конвенционалном дизајну са фиксним делта крилима, иронично потпуно исто што је раније Локид предложио са својим Л-2000. 
Боинг је започео градњу два прототипа 1969. године који су носили ознаку Модел 733-300. 
Али у то време је било пуно противника суперсоничних летова који су као разлоге наводили то да ће такви авиони оштетити озонски омотач. Такође је било противника да држава улаже у пројекте приватних компанија. Све је то резултовало да влада САД прекине финансирање у марту 1971.
Два прототипа никада нису довршена. Расклопљени су стајали на једном отпаду на Флориди 19 година пре него што је једног од њих откупио један музеј у Калифорнији где се данас налази изложен предњи део.